# Nunca Máis

Bandeira do movimento, baseada na bandeira da Galiza.

Nunca máis é uma frase de efeito e o nome, em língua galega, de um movimento criado em 2003 na Galiza. Realizando diversas manifestações, exigiu a declaração da Galiza como zona catastrófica e o direcionamento de recursos para reparar as consequências econômicas, sociais e ambientais provocadas pela maré negra decorrente derramamento de petróleo do cargueiro Prestige. Também buscou pôr em prática mecanismos que prevenissem que desastre semelhante se repetisse no futuro.
O movimento foi reativado em 11 de agosto de 2006, para protestar contra incêndios florestais na Galiza.